# Armillaria tabescens
Armillaria tabescens (Giovanni Antonio Scopoli, 1772 ex Louis Emel, 1921), sin. Armillariella tabescens (Giovanni Antonio Scopoli]], 1772 ex Singer, 1943), din încrengătura Basidiomycota în familia Physalacriaceae și de genul Armillaria, este o ciupercă comestibilă și gustoasă. Soiul este denumit în popor ghebă de vară, ghebă fără inel sau ciupercă de cioată. Acest burete este o specie saprofită, dar în primul rând parazitară care crește în România, Basarabia și Bucovina de Nord în tufe cu multe exemplare, prin păduri de foioase, dar de asemenea prin parcuri și grădini, pe trunchiuri aflați în putrefacție ori pe rădăcinile de copaci vii, mai ales pe cele de stejari și castani comestibili, unde produce o distrugere frapantă și pricinuiește importante pagube, provocând putregaiul rădăcinilor. Specia se dezvoltă, de la câmpie la deal, dar nu în regiuni montane, din iulie până în noiembrie.
Oameni de știință au descoperit în pădurea Malheur National Forest⁠(en)[traduceți]  în est de Prairie City, Oregon⁠(en)[traduceți] (statul Oregon, SUA) o Armillaria ostoyae sin. Armillaria solidipes uriașă (foarte aproape înrudită cu Armillaria tabescens, pentru mai mulți savanți între alții Claude Casimir Gillet sau Bruno Cetto numai variația  Armillaria obscura), răspândită peste 900 de hectare, cu o greutate de aproximativ 600 de tone și o vârstă de 2.400 de ani. Ea reprezintă cel mai mare organism cunoscut din lume.

## Descriere

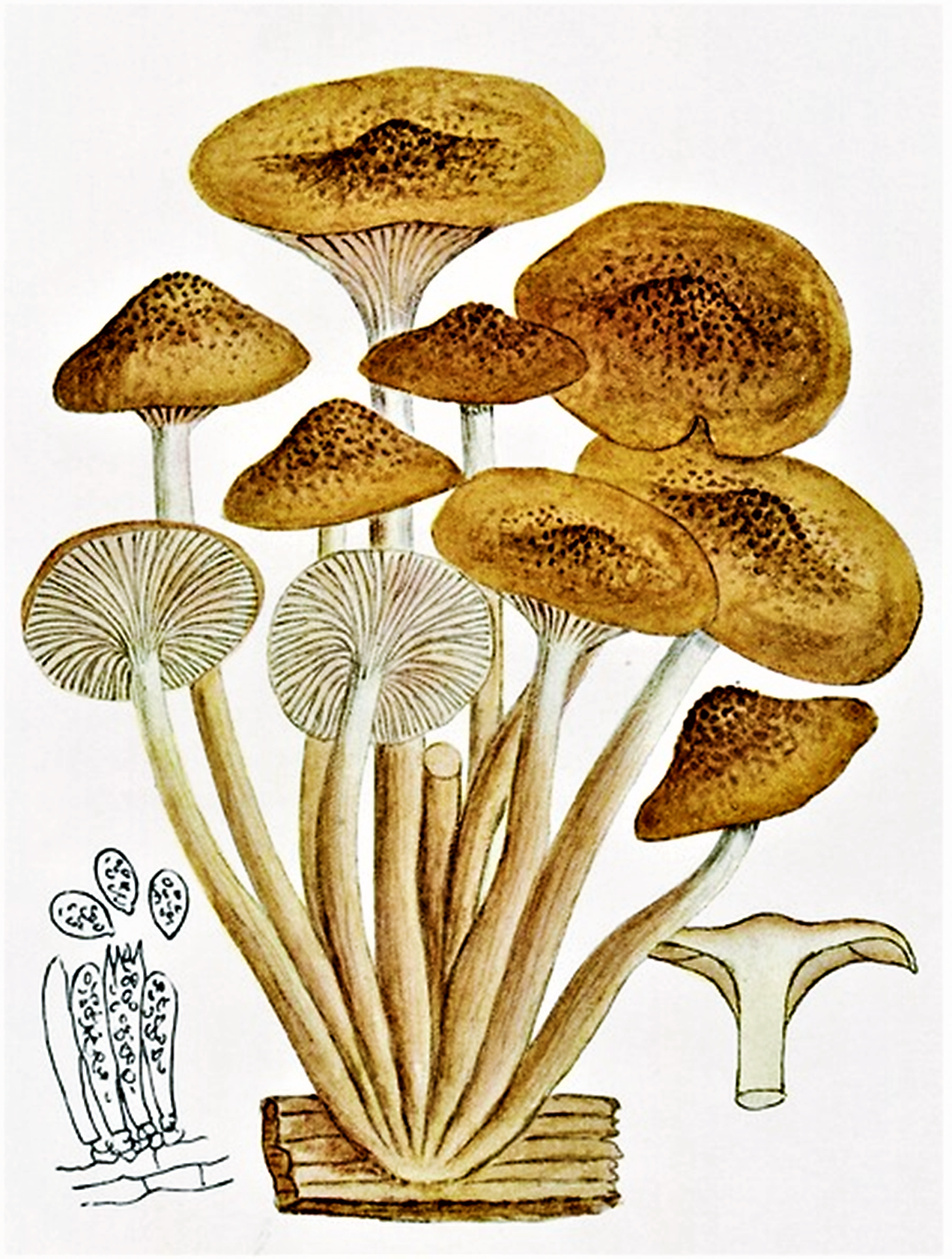
Bres.: Clitocybe tabescens

- Pălăria: are un diametru de 4-8 cm, este cărnoasă, la început emisferică, apoi convexă, pentru mult timp cu marginea răsucită în jos și cu caneluri fine, aplatizând odată cu vârsta, fiind atunci destul de adâncită și aproape mereu ușor cocoșată în mijloc. Cuticula este netedă și mată pe vreme uscată, iar lucioasă și unsuroasă pe timp umed. Culoarea tinde între gălbui, brun-gălbui, ruginiu și deschis brun-roșiatic. Suprafața ei este presărată cu mulți solzi mici, tare trecători, concentrați în centru și de un colorit mai închis.
- Lamelele: sunt arcuite, nu prea late cu muchii ondulate, stând înghesuit și decurgând la picior. Coloritul este inițial albicios până palid crem, devenind cu vârsta roșiatic ca carnea.
- Piciorul: are o înălțime de  5-10 cm și o lățime de 0,8-1,3 cm, fiind neted, câteodată cu caneluri slabe sau puțini solzișori, fibros, ușor curbat și subțiat spre bază precum pălărie, plin până împăiat în interior ( la bătrânețe adesea gol). Culoarea este asemănătoare cu cea a pălăriei, adesea oară ceva mai deschisă. Acest soi nu are inel.
- Carnea: este de culoare albicioasă care nu se decolorează după tăiere, dar roșiatică spre bază, fiind în pălărie fermă, iar în picior destul de fibroasă. Mirosul este ca de ciuperci, gustul plăcut, ușor amărui. Ciuperci ingerate crud sau exemplare bătrâne provoacă intoxicații gastrointestinale.
- Caracteristici microscopice: Sporii sunt albi, ovoidali până elipsoidali, granulați în interior, hialini (translucizi) și neamilozi, cu o mărime de 8-10 × 5,5–6,5 microni.[5][6]
- Reacții chimice: Buretele se decolorează, ca și Armillaria mellea, cu acid sulfuric rozaliu, cu Hidroxid de potasiu imediat maro și cu lactofenol brun-violet.[10]

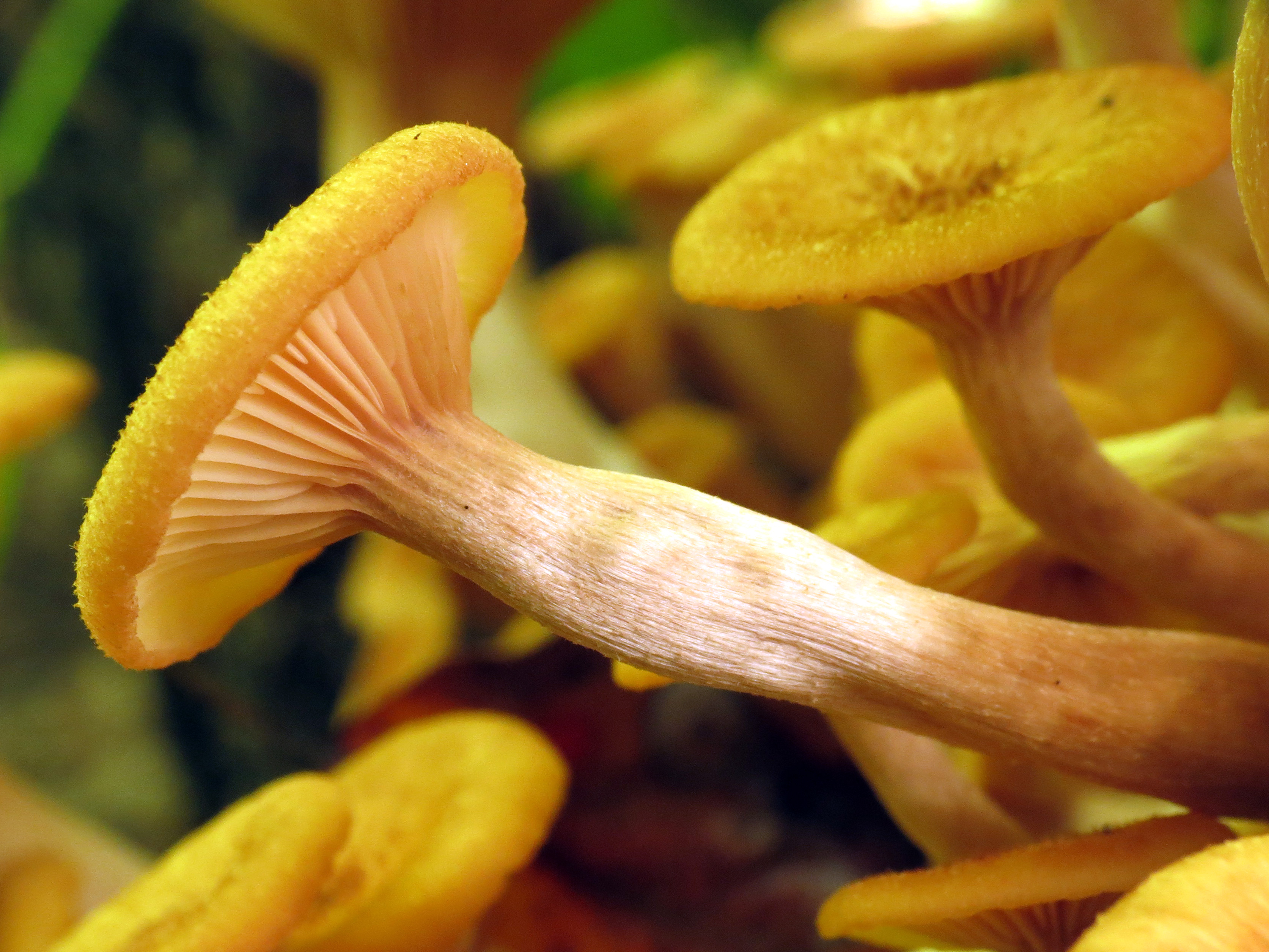
A. tabescens, lamele și picior
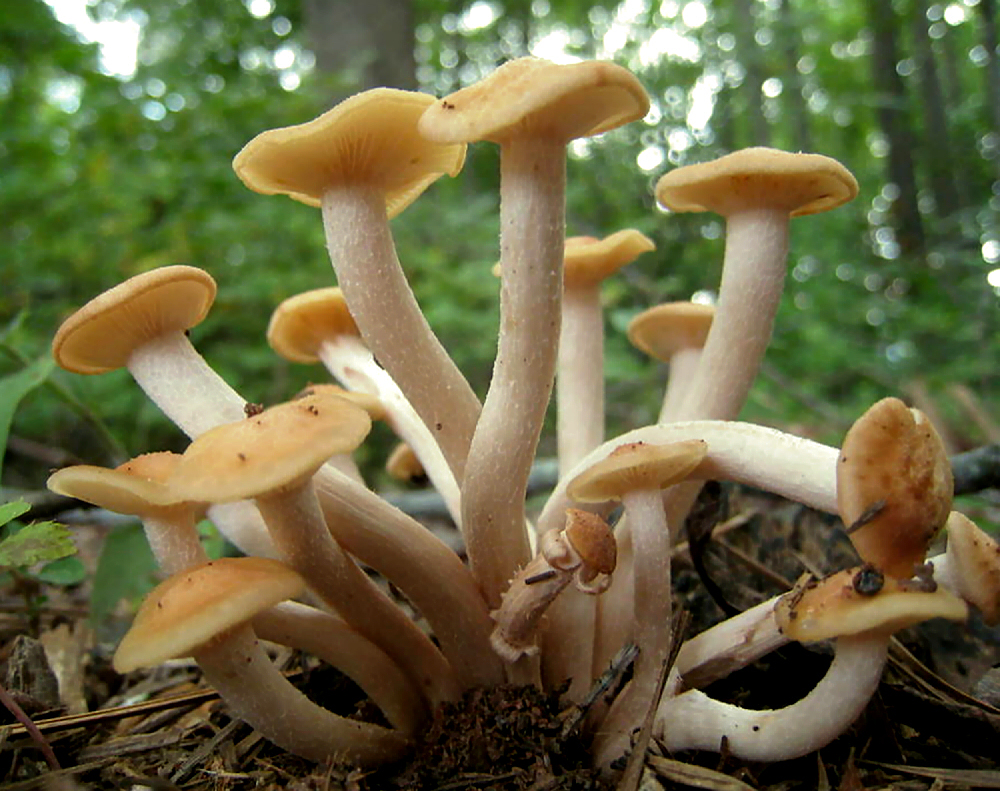
A. tabescens tinere
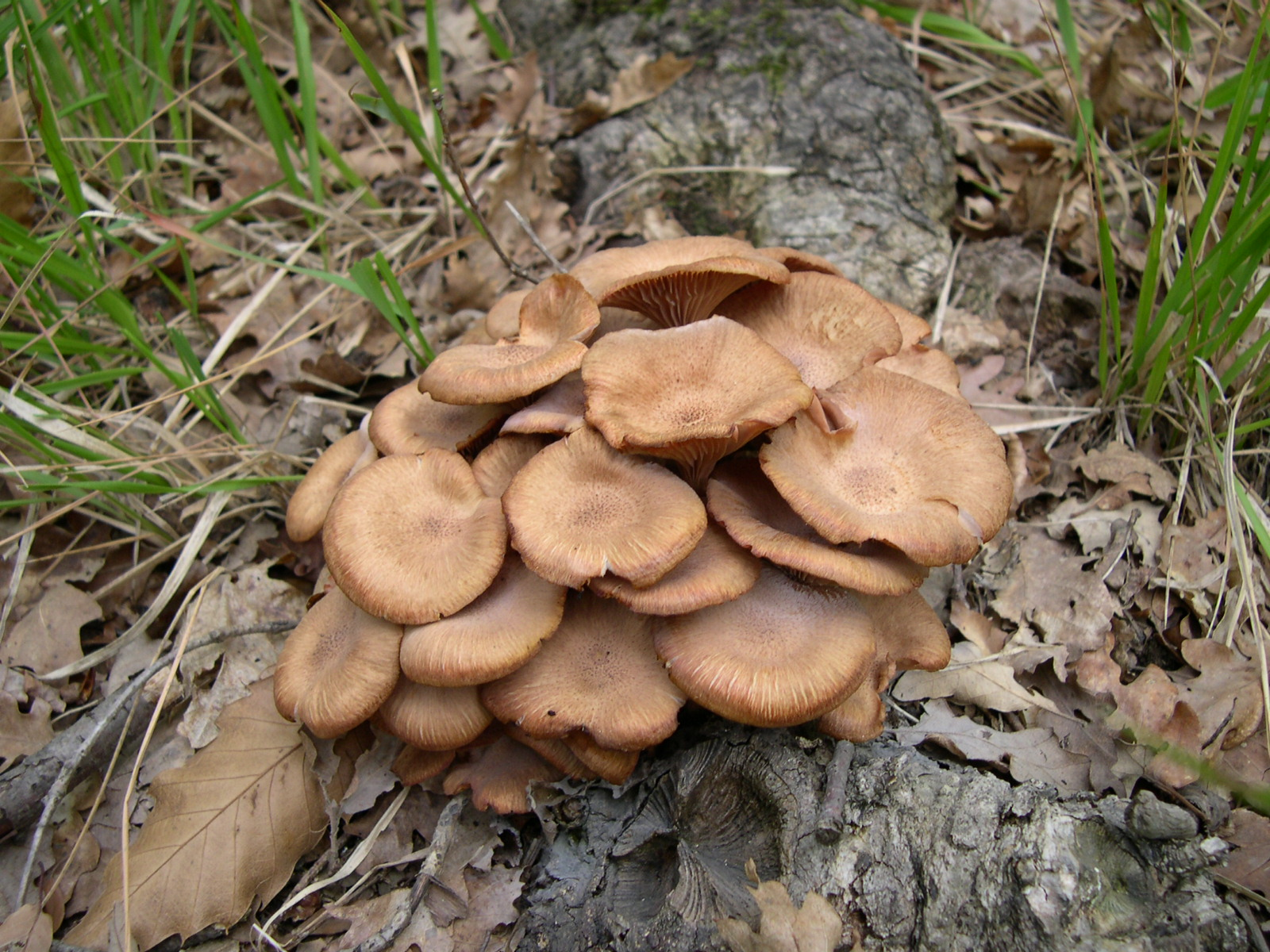
A. tabescens bătrâne
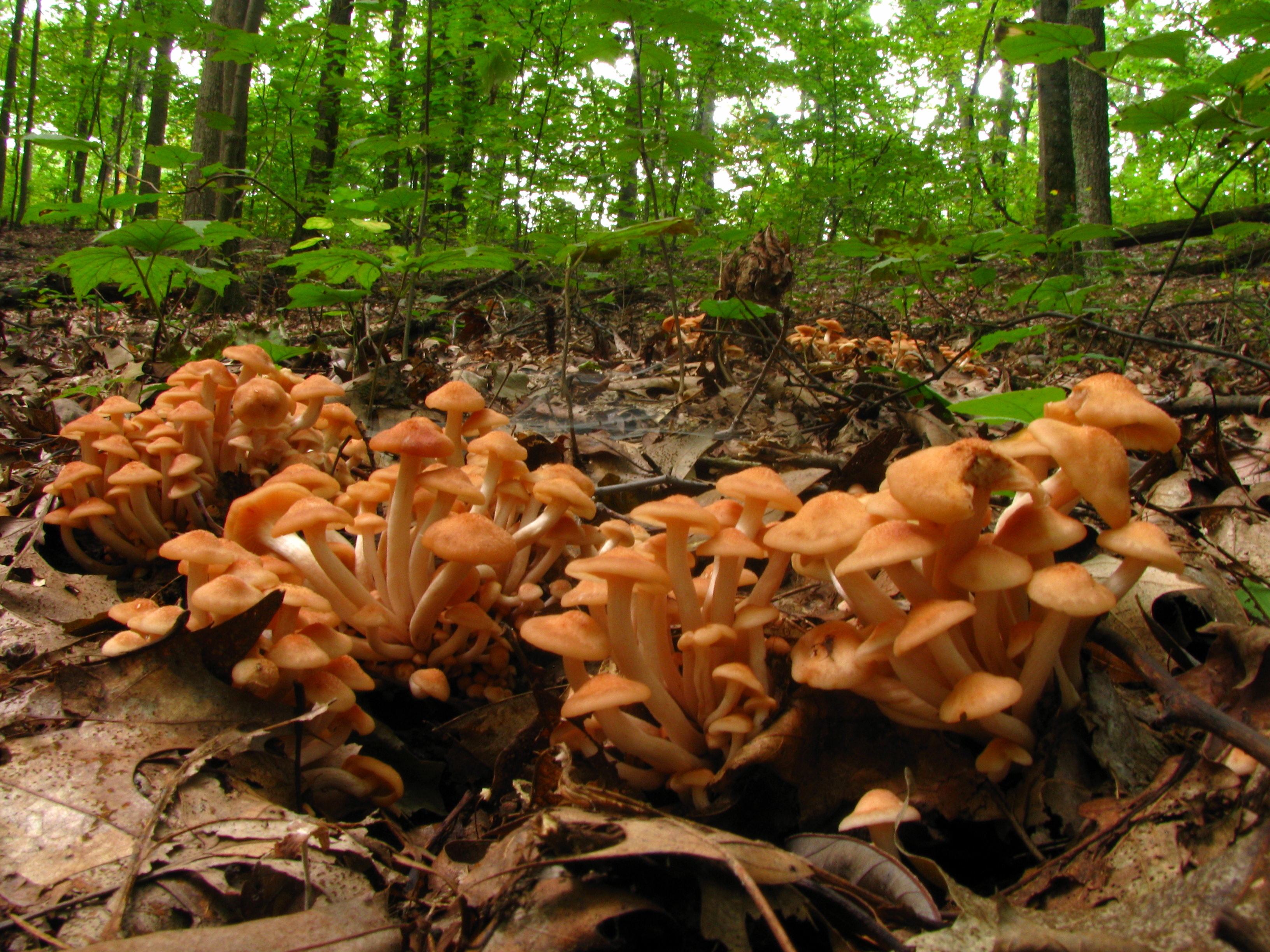
A. tabescens, apariție în mase

## Confuzii
Armillaria tabescens poate fi confundată cu alte soiuri din genul Armillaria, ca de exemplu cu gemenul ei Armillaria mellea (comestibilă și delicioasă),  respectiv alte specii crescătoare pe lemn atrofiat ca de exemplu cu letala Galerina marginata, otrăvitoarele Hypholoma fasciculare, Hypholoma lateritium sin. Hypholoma sublateritium sau Hypholoma marginatum, cu Pholiota populnea sin. Pholiota destruens (necomestibilă, amară), Pholiota squarrosa (de comestibilitate restrânsă), și Stropharia aurantiaca (necomestibil). ori cu comestibilele și delicioasele Hypholoma capnoides, și Kuehneromyces mutabilis, sin. Galerina mutabilis ori Pholiota mutabilis (gheba ciobanilor).

## Specii asemănătoare

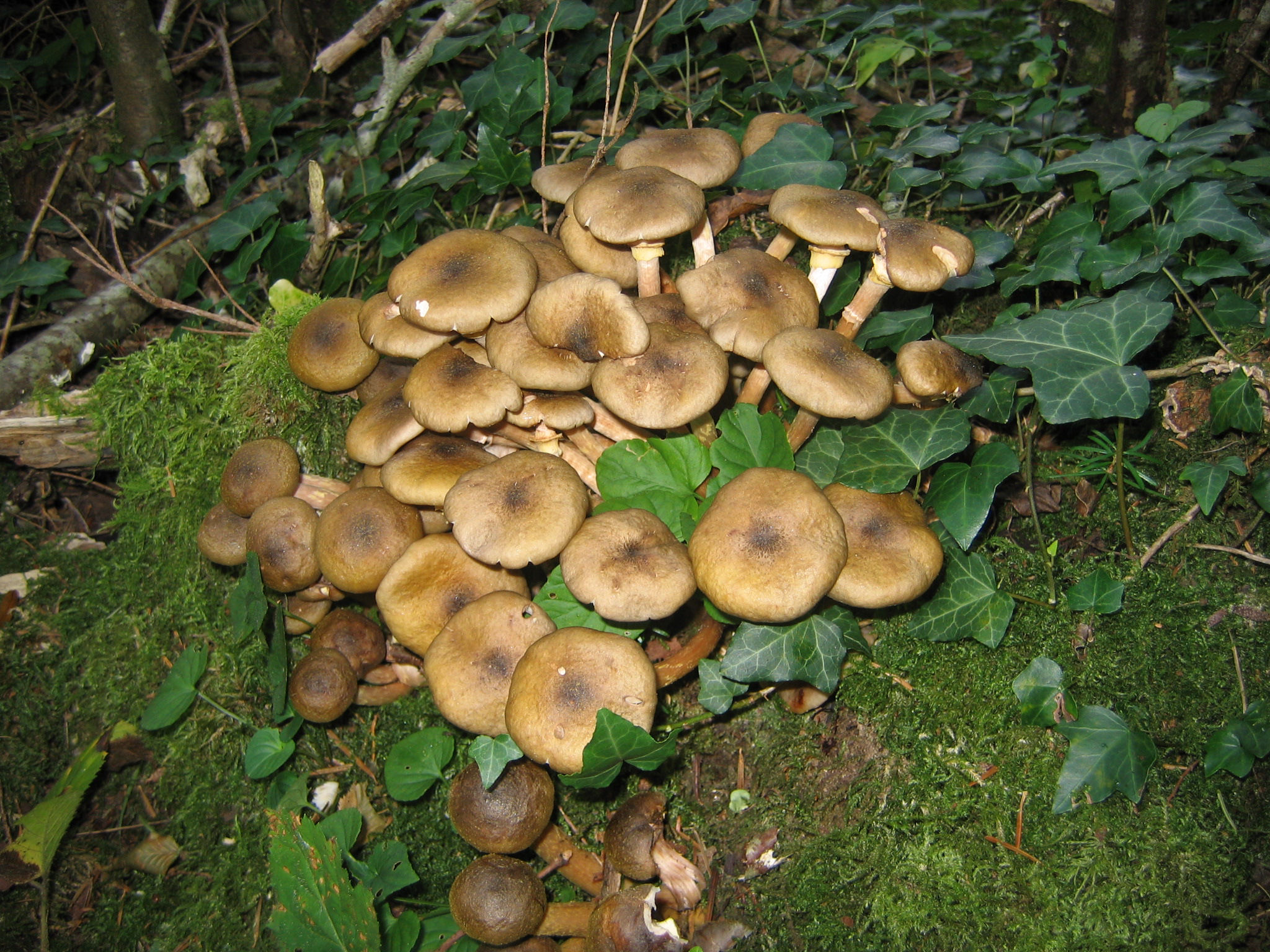
Armillaria mellea
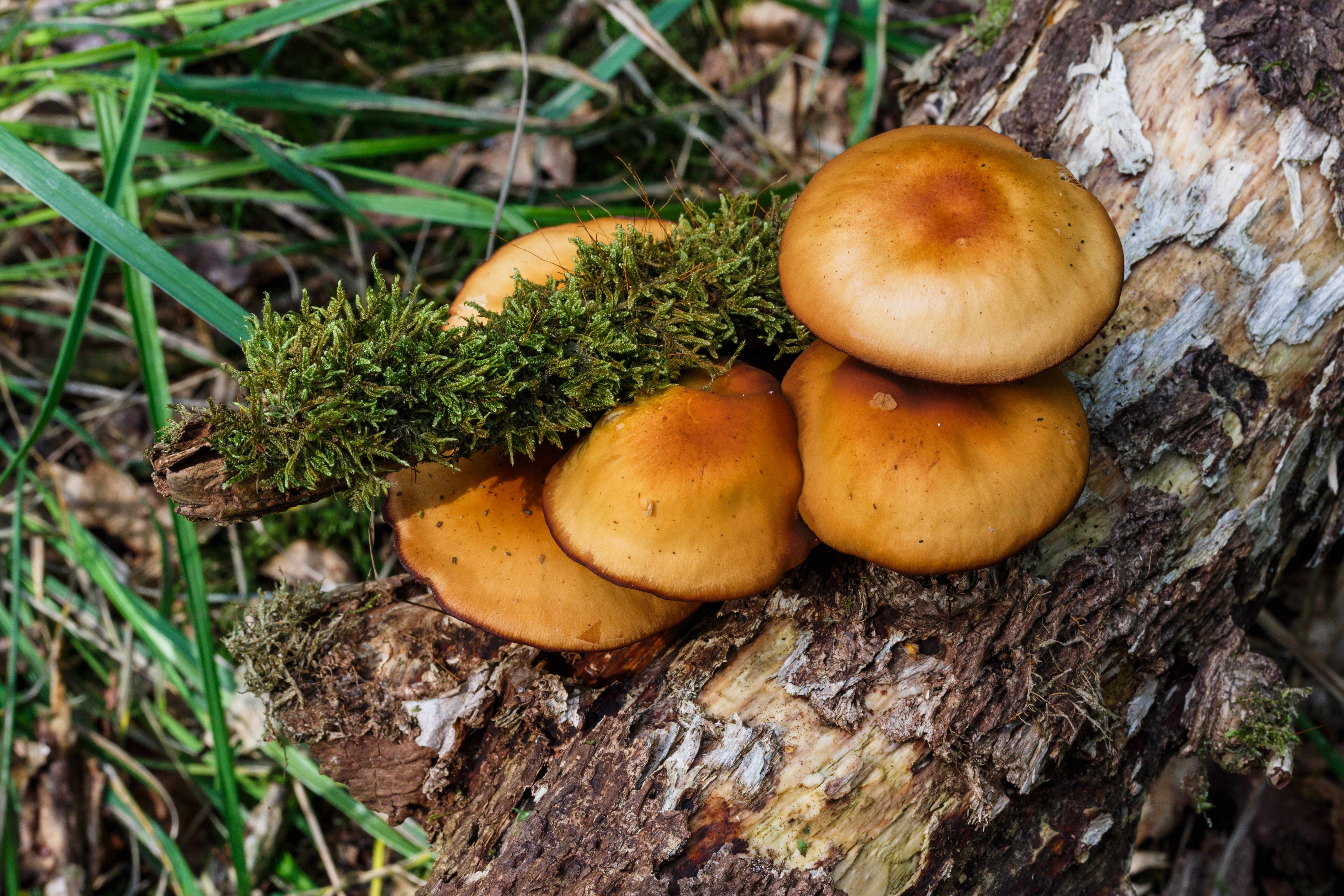
!!!Galerina marginata!!!
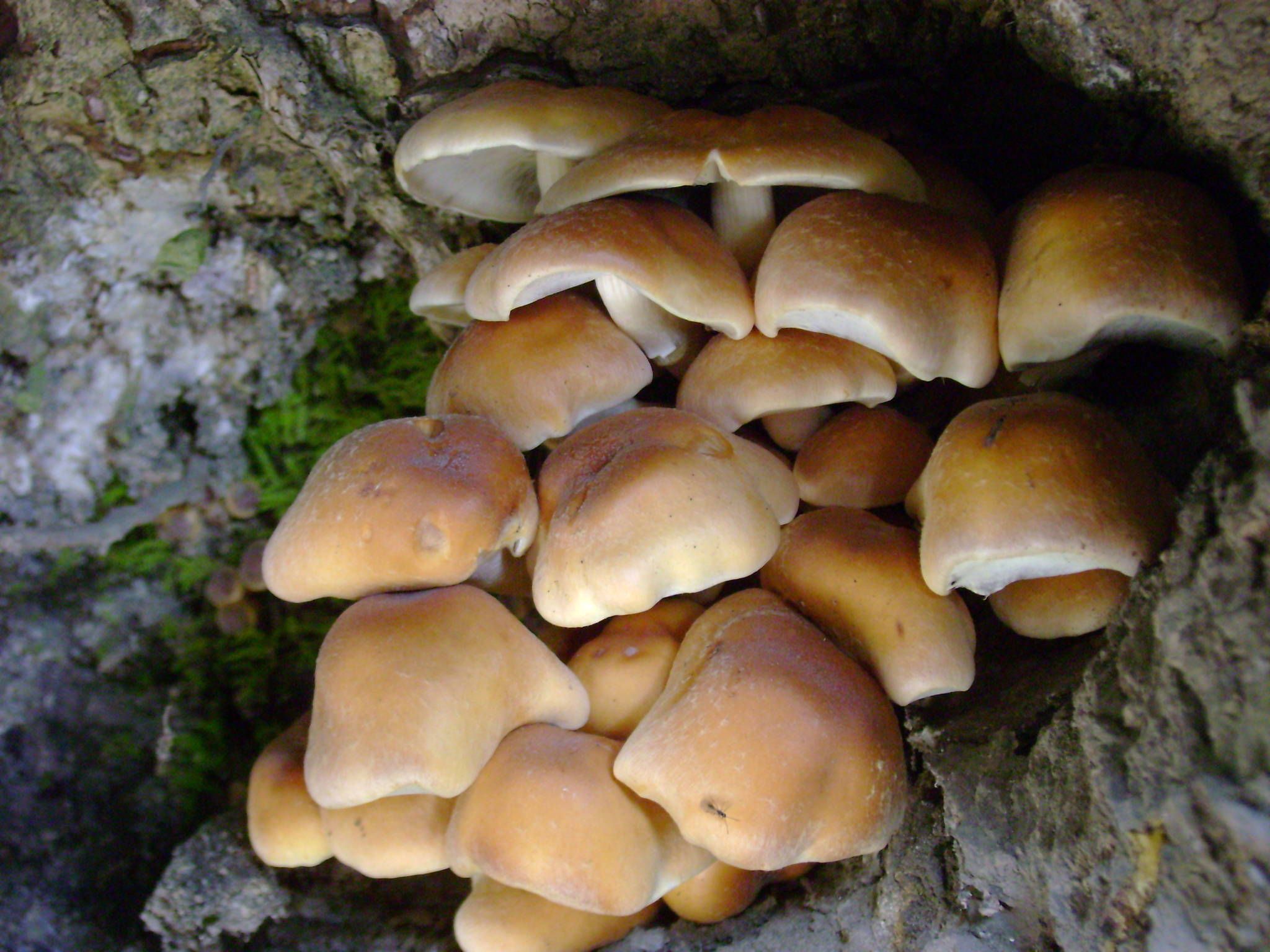
Hypholoma capnoides
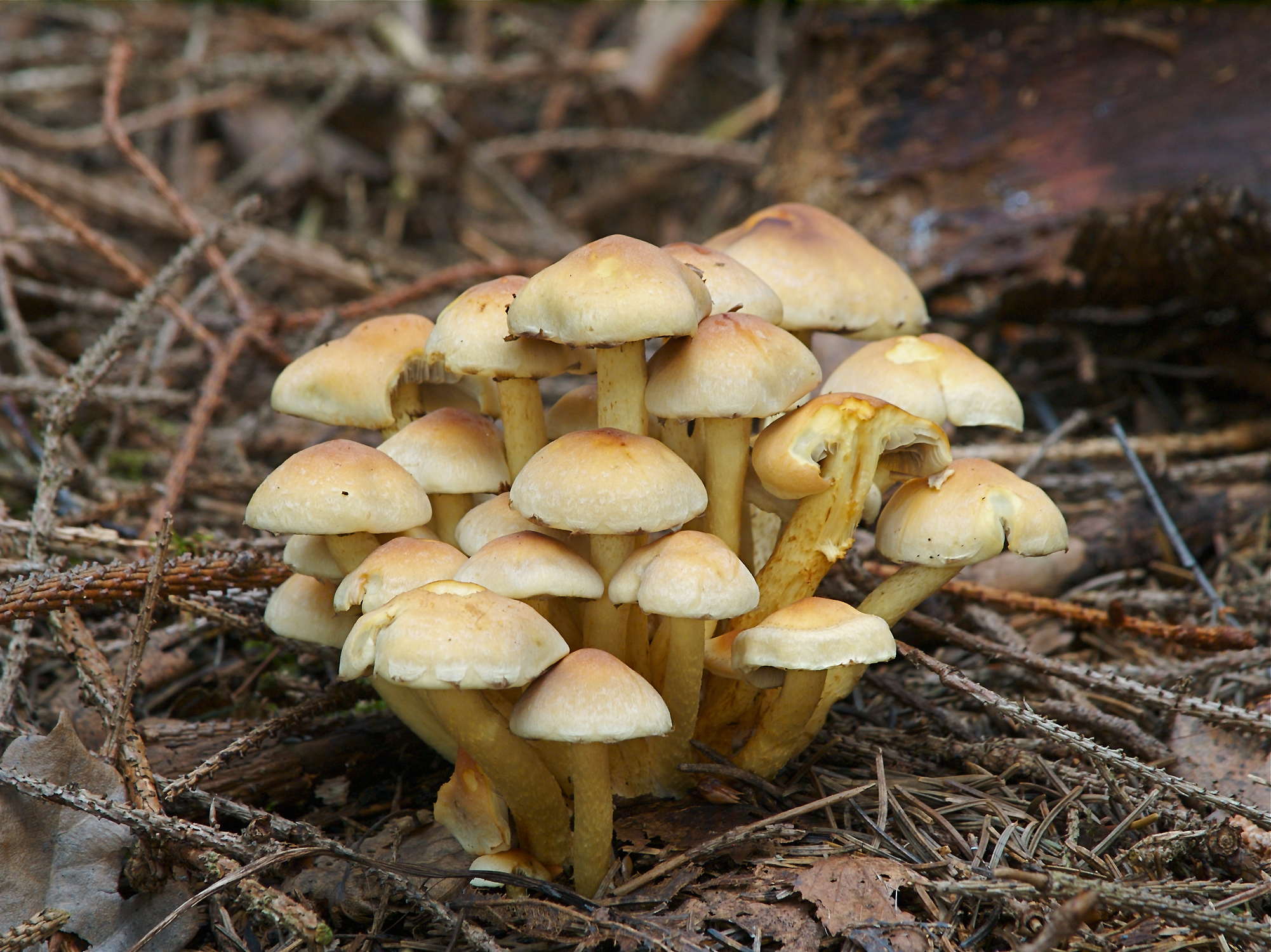
!!Hypholoma fasciculare!!
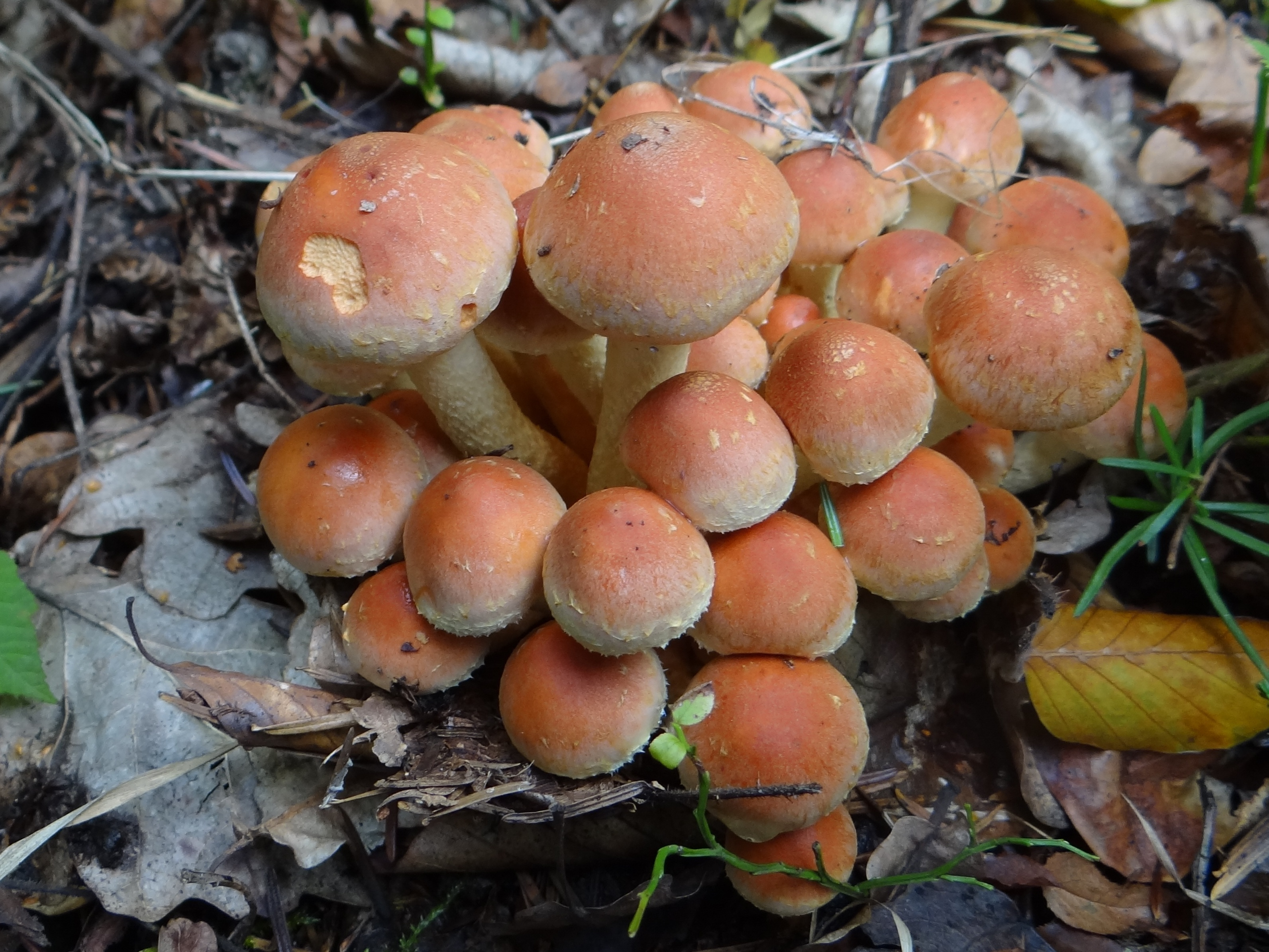
!!Hypholoma lateritium!!
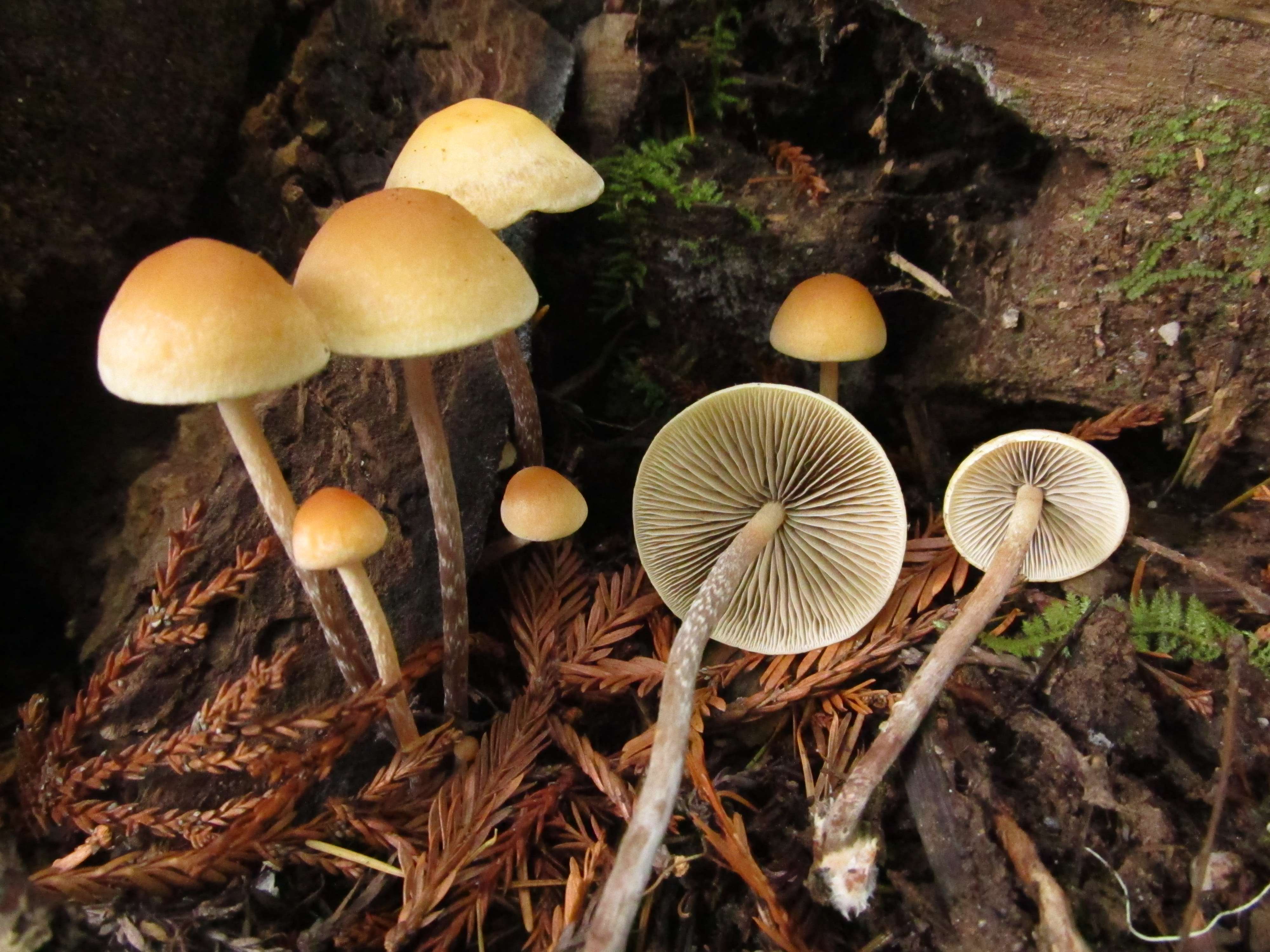
!Hypholoma marginatum!
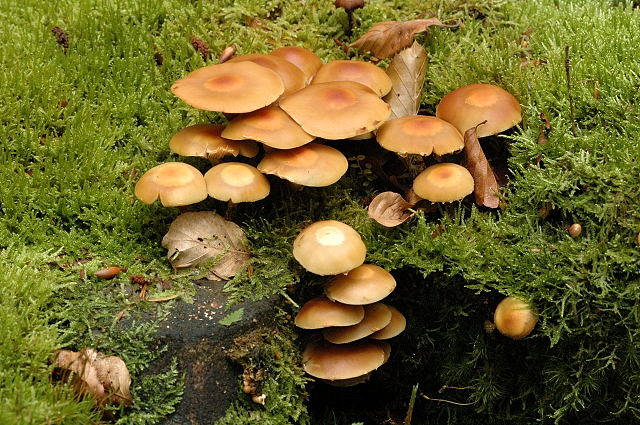
Kuehneromyces mutabilis
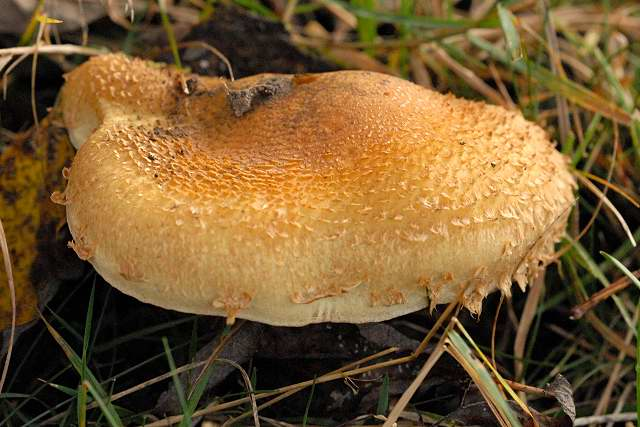
!Pholiota populnea!
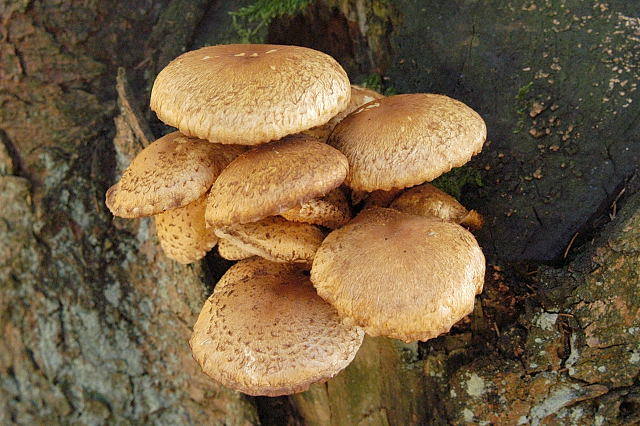
!Pholiota.squarrosa!
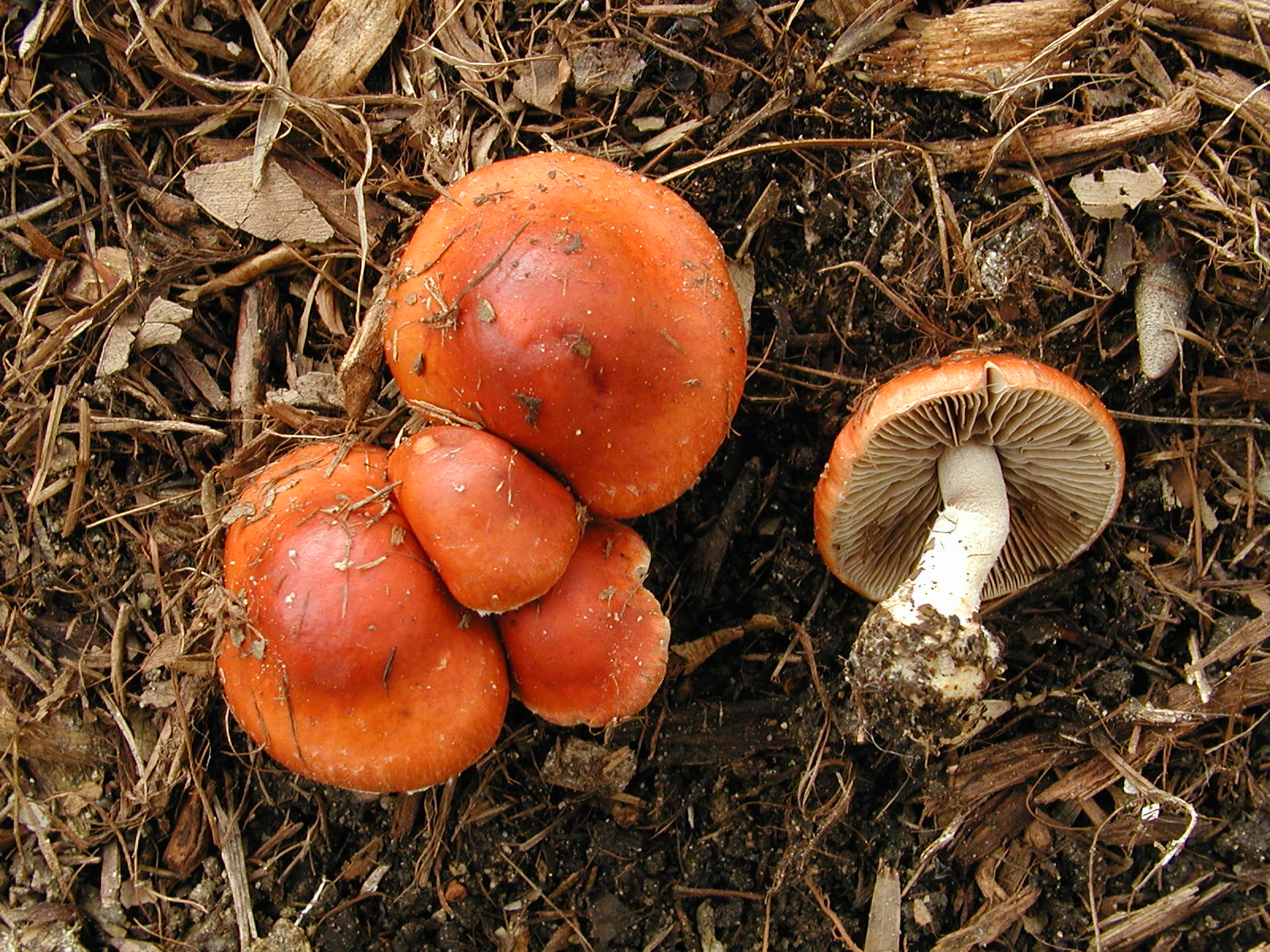
!Stropharia aurantiaca!

## Valorificare
Ghebele de vară sunt ciuperci foarte gustoase și delicioase, dacă se dă atenție la următoarele condiții: 
- Ciupercile dacă sunt ingerate crude sau bătrâne sunt toxice.
- Ele trebuie mereu bine fierte sau prăjite.
- Piciorul nu se folosește, fiind tare și destul de fibros.

Bureții tineri se potrivesc, datorită gustului și mirosului aromatic excelent, foarte bine pentru bucătarie. Ei pot fi preparați ca ghebele cu inel.
Dați atenție, că consumul de cantități mari ale ciupercii pot cauza dificultăți gastrointestinale la persoane sensibile în domeniul aparatul digestiv.